# René De Zutter
Pour les articles homonymes, voir Zutter.
René De Zutter est un joueur et entraîneur de football belge. Il est surtout connu pour les cinq saisons qu'il passe à La Gantoise en première division belge.

## Carrière
René De Zutter commence sa carrière en Division d'Honneur juste après la Seconde Guerre mondiale. Il porte les couleurs du Sint-Niklaasse SK durant la saison 1945-1946 puis rejoint les rangs du La Gantoise, un autre club de l'élite. Il y reste cinq saisons avant de partir pour la capitale où il s'engage avec le Racing Club de Bruxelles en 1951. Le club termine avant-dernier en fin de championnat et est relégué en Division 2.
René De Zutter quitte le club et décide de devenir entraîneur. Il officie comme joueur-entraîneur au KSK Beveren, un club de troisième division, durant la saison 1953-1954. Cette expérience est finalement peu concluante et il est remplacé après une saison. Il se retire alors du monde du football.